# Silverio Arango Palacio
Silverio Antonio Arango Palacio (Abejorral, 20 de junio de 1834-Manizales, 2 de enero de 1912) fue un político y abogado colombiano, que ejerció como Presidente del Estado Soberano de Antioquia en 1877 durante la Guerra de las Escuelas. 

## Biografía
Hijo de José Miguel Arango Montoya y de Camila Palacio Restrepo, nació en Abejorral en 1834. Era hermano del también político Marcelino Arango Palacio y sobrino del fundador de Manizales Marcelino Palacio Restrepo, hermano de su madre.
Se graduó de derecho en la Universidad de Antioquia e inició su carrera como juez, primero siendo Juez de Circuito de su pueblo natal entre 1866 y 1867 y Juez de Circuito de Medellín en 1870. Así mismo, fue conjuez del Tribunal Superior del Distrito de Medellín entre 1869 y 1871, llegando a ser presidente de este, primer Juez de Circuito de Manizales nombrado el 20 de agosto de 1864, primer Juez Penal de Manizales, en 1873, y Magistrado del Tribunal de Manizales en 1883. 
Entre otros cargos públicos fue diputado a la Asamblea Constituyente de Antioquia (1868), Representante a la Cámara en el mismo año, concejal en varias oportunidades de Manizales, alcalde de Manizales en 1872 y presidente del Tribunal de Manizales.

### Presidente de Antioquia
Cuando estalló la guerra civil de 1876 era prefecto (gobernador) de la provincia del sur y debido a la guerra solicitó el traslado de la capital de esa región de Salamina a Manizales. Fue elegido presidente conservador del Estado Soberano de Antioquia el 24 de diciembre de 1876, sucediendo a Recaredo de Villa. Como presidente del estado firmó el contrato para la continuación del 96 Ferrocarril de Antioquia y para la construcción del telégrafo entre Puerto Berrío y Barbosa, ambos con Francisco Javier Cisneros. Arango estableció su sede de gobierno en Manizales y asumió el control de las tropas que le fueron entregadas por Marceliano Vélez, que abandonó la ciudad. Entre tanto, Joaquín María Cordova que había partido de Manizales a recuperar Cauca, ya había sido derrotado en la Toma del Arenillo y había regresado a la ciudad. 
Desde que Arango fue elegido presidente la ciudad ya era sitiada por las tropas liberales de Julián Trujillo. El 5 de abril de 1877 Trujillo atacó las posiciones conservadoras y tomó el   paso de Montaño hasta el alto del Canasto y la Garrucha. Imposibilitado de defenderse, y ante la inminente masacre de sus tropas, se rindió 12 horas después de iniciados los enfrentamientos, a las 5:00 de la tarde del 5 de abril. Primero había ofrecido una tregua de 24 horas, pero Trujillo la rechazó ante la asegurada victoria liberal, por lo que Arango se tuvo que rendir incondicionalmente a cambio de una amnistía para él y sus tropas. Al día siguiente, el 6 de abril, suscribió el Acuerdo de Manizales con Trujillo en el alto de San Antonio, por medio del cual Trujillo se volvió presidente estatal de facto. 

## Homenajes
Tras su muerte el Congreso de la República lo homenajeó ordenando la colocación de un retrato suyo en la sede de la gobernación de Caldas.

## Familia
Silverio Arango formaba parte de una importante familia de políticos antioqueños; así, era sobrino del alcalde de Manizales Marcelino Palacio Restrepo, hermano del gobernador de Caldas y Ministro de Hacienda Marcelino Arango Palacio, primo del alcalde de Manizales Gabriel Arango Palacio, cuñado del alcalde de Manizales José Ignacio Villegas Echeverri, tío político del gobernador de Caldas y alcalde de Manizales José Ignacio Villegas Jaramillo, abuelo del gobernador de Caldas y alcalde de Armenia Emilio Latorre Arango y también abuelo del alcalde de Manizales y empresario cafetero Enrique Gómez Latorre. 
Así mismo, su hermano José Miguel Arango Palacio fue el abuelo del alcalde de Manizales Ernesto Gutiérrez Arango y bisabuelo del gobernador de Caldas Julián Gutiérrez Botero y su hermano Marcelino era cuñado de los gobernadores de Caldas Alejandro, Daniel y Pompilio Gutiérrez Arango. 